# Fryksände distrikt
Fryksände distrikt är ett distrikt i Torsby kommun och Värmlands län. Distriktet ligger omkring Torsby i norra Värmland.

## Tidigare administrativ tillhörighet
Distriktet inrättades 2016 och utgörs av Fryksände socken i Torsby kommun.
Området motsvarar den omfattning Fryksände församling hade vid årsskiftet 1999/2000.

## Tätorter och småorter
I Fryksände distrikt finns två tätorter och fyra småorter.

### Tätorter
- Oleby
- Torsby

### Småorter
- Fensbol och del av Kollerud
- Ganterud
- Svenneby
- Önnerud